# Achaetica heptapotamica
Achaetica heptapotamica är en insektsart som beskrevs av Mitjaev 1971. Achaetica heptapotamica ingår i släktet Achaetica och familjen dvärgstritar. Inga underarter finns listade i Catalogue of Life.